# 비신 (명나라)
비신(費信, 1385/1388~?)은 자는 공효(公曉), 호는 옥봉송암생(玉峰松岩生)이며, 명(明) 오군(吳郡) 곤산(昆山) 출신이다. 홍무(洪武) 21년(1388)에 태어났다. 그의 나이 10세에 형이 인근 태창위(太倉衛)의 수병(戍兵)이었으나 얼마 후 사망하면서, 14세에 형을 대신하여 참군하였다. 어려서 학문을 좋아했지만 집이 가난하여 항상 책을 빌려 읽었으며, 스스로 아랍어를 공부하기도 했다. 영락(永樂) 7년(1409) 22세가 되었을 때, 통역관으로서 정화(鄭和)를 따라 처음 대항해 원정을 따라 나섰으며, 이후 영락 10년(1412), 영락 13년(1415), 선덕 5년(1430)에도 원정에 나서는 등 총 4차례의 항해를 했다.
비신은 정통(正統) 원년(1436) 『성사승람(星槎勝覽)』 상·하권을 저술하면서, 원정 당시 보았던 각국의 풍토와 인정을 기록하였다. 상권에 기재된 점성국(占城國, 참파), 교란산(交欄山, 현재 칼리만탄섬 서남쪽 풀라우 겔람Pulau Gelam섬), 섬라국(暹羅國, 시암), 조왜국(爪哇國, 자바), 구항(舊港, 스리비자야), 만랄가국(滿刺加國, 믈라카), 목골도속(木骨都束, 모가디슈) 등 22개 국가를 직접 돌아보았으며, 하권은 대부분 『도이지략(岛夷志略)』에서 발췌해 온 것들이다.
비신의 『성사승람』, 마환(馬歡)의 『영애승람(瀛涯勝覽)』, 공진(鞏珍)의 『서양번국지(西洋番國志)』는 정화 대원정의 1차 사료이다. 이들은 정화를 따라 '서양(西洋)' 각국을 방문하였다.
『성사승람』 이외에도 비신은 『천심기행록(天心紀行錄)』한 권을 저술하였으나 전하지는 않는다.

## 생애
비신의 삶에 대해서는 거의 알려진 바가 없다. 그의 가문은 오늘날 강소성(江蘇省) 곤산(崑山) 출신이다. 비신이 직접 말한 것에 의하면, 홍무 17년(1384) 출생이지만, 일부 저서에서는 1388년에 태어났다고 본다. 비신은 아랍어를 독학하였다.
비신이 자신의 책의 서문에서 말한 것에 의하면 그의 집안은 가난했다. 형이 곤산 인근 태창(太倉)의 수병으로 복무하였지만 얼마 후 사망하였고, 홍무31년(1398) 어린 비신이 대신 복무해야 했다. 두이벤닥(J.J.L. Duyvendak)은 비신 형제는 아버지 혹은 할아버지에 대한 정치 범죄에 의해 징집된 것이라고 추정하지만 명확한 증거는 없다. 그러나 비신의 전기 작가 로드리히 탁(Roderich Ptak)은 그것은 불가능하다고 본다.
군인이었음에도 비신은 시간이 날 때마다 공부했다. 태창은 정화 선단의 양자강 하구 기지였으며, 비신은 결국 선단을 따라 동남아시아와 인도양을 4번 항해했다.
비신은 『성사승람(星槎勝覽)』의 저자로 유명하다. 책에서 그는 네 번의 항해에서 본 '남해(南海)'에 관하여 기술하였다. 1436년 이후의 활동에 대해서는 기록이 없으며, 따라서 비신의 사망 일자는 미상이다.
탁에 의하면, 비신의 종교에 관한 정보도 없다. 탁은 비신이 마환(馬歡)이나 정화(鄭和)처럼 무슬림이었을 가능성은 없다고 본다. 비신은 책의 말미에서 메카(Mecca)에 대하여 기술하였지만, 이는 마환의 책의 일부를 모방한 것에 불과하다.
『성사승람』은 수많은 명대 판본이 존재한다. 중국학자와 기타 여러 학자들이 연구해 왔다. 성사승람의 첫 영문 번역본은 윌리엄 우드빌 록힐(William Woodville Rockhill)이 하였고, 1914~1915년에 걸쳐 『통보(通報, T'oung Pao)』에 게재하였다. 가장 최근의 번역본은 J.V.G. 밀스(J.V.G. Mills)의 초안에 근거하여 1996년 로드리히 탁이 주석을 달고 편집한 것이다.

## 비신도
중국 정부는 비신의 항해를 기념하기 위하여 스프래틀리 군도(南沙群島(남사군도), Spratly Islands)의 한 섬을 '비신도(費信島)'라고 명명하였다.

## 같이 보기
- 마환
- 왕경홍
- 정화 (명나라)
- 정화의 원정

## 참고문헌
- 《郑和下西洋考》(法)伯希和著,冯承钧译 中华书局 ISBN 7-101-03511-6
- 向达 《关于三宝太监下西洋的几种资料》，收入《郑和研究百年论文选》ISBN 7-301-07154-X

### 원전
- Pelliot, Paul (1933), “Les grands voyages maritimes chinois au début du XVème siècle”, 《T'oung Pao》 (프랑스어) 30 (3/5): 237–452, JSTOR 4527050
- Fei, Xin (1996),  Ptak, Roderich, 편집., 《Hsing-chʻa-sheng-lan: the overall survey of the star raft》, Volume 4 of South China and maritime Asia, 번역 J. V. G. Mills; Roderich Ptak, Otto Harrassowitz Verlag, ISBN 3-447-03798-9 (Partial view on Google Books)